# Bosse Broberg
Bo Lennart "Bosse" Broberg, född 6 september 1937 i Ludvika, död 26 augusti 2023 i Uppsala domkyrkodistrikt, var en svensk jazztrumpetare, kompositör, musikarrangör och orkesterledare. Han var chef för jazzavdelningen vid Sveriges Radio under 24 år.

## Biografi

### Tidig karriär
Redan under skoltiden framträdde Broberg som trumpetare i lokala grupper, men startade sin musikaliska bana som dragspelare och lärde sig även pianospelandets grunder. Under studier vid Uppsala universitet blev han fil. kand. med musikvetenskap som huvudämne och bildade där en egen kvintett som spelade en repertoar inspirerad av Horace Silver och Art Blakey's Jazz Messengers. I det tidiga 60-talet efter en sejour med en kommersiell dansorkester inviterades Broberg att ingå i pianospelande Gugge Hedrenius Stockholmsbaserade bluesorkester. 
Som ett tidigt avtryck på hans arrangörskonst kan nämnas bearbetningen av Tadd Damerons Choose Now, titelspåret på ett album med Hedrenius grupp som bland annat lanserande trumpetaren Bertil Lövgren, altsaxofonisten Christer Boustedt och tenoristen Lennart Åberg. I den amerikanska jazztidskriften Down Beat fick albumet 4,5 poäng av 5 möjliga vilket ansågs som en då för tiden ytterst hedersam placering med tanke på dess utländska ursprung.
Fram till mitten av 1960-talet spelade Broberg regelbundet alternativt med saxofonisterna Börje Fredriksson och Arne Domnérus samt Hedrenius Big Blues Band. År 1966 efterträdde han Olle Helander som chef för jazzavdelningen vid Sveriges Radio.

### Radiojazzgruppen
År 1967 tog Broberg initiativet till bildandet av Radiojazzgruppen (RJG), som genom åren kom att framträda tillsammans med ett antal specialinbjudna prominenta jazzprofiler. Mer regelbundet med George Russell, Bob Brookmeyer, Thad Jones, Carla Bley och Palle Mikkelborg, men vid mer enstaka tillfällen även Gil Evans, Bill Holman, Mike Westbrook, Kenny Wheeler, Chuck Israels, Michael Gibbs, David Murray, Don Cherry, Anthony Braxton, Chris McGregor, Frank Foster med flera, framförande deras exklusivt beställda verk. Dessutom primärt kompositioner av den inhemska jazzens främsta namn som Jan Johansson, Georg Riedel, Nils Lindberg, Bengt-Arne Wallin, Bengt Hallberg och Lars Gullin samt yngre kompositörer för vilka RJG blev plantskola och experimentverkstad i en omgivning som på den tiden i övrigt var relativt resursfattig när det gällde större ensembler.

### Andra musikgrupper och skivinspelningar
Broberg innehade befattningen som radiojazzchef i 24 år. I början av 1990-talet återknöt han sin professionella musikaliska verksamhet bland annat med gamle vännen och basisten Red Mitchell, med vilken han spelade in albumet West of the Moon, som fick Gyllene Skivan-utmärkelsen som bästa svenska jazzproduktion år 1994.
Från och med 1982 var Broberg också medlem i den av Christer Boustedt bildade gruppen CBQ (efter Boustedts död uttytt Contemporary Bebop Quintet) och speciallanserad i albumet Blues Ballads and Bebop, en treenighet som också står som ett slags signum för Brobergs verksamhet.
Sedan 1992 ledde Broberg sin egen femtonmanna Nogenjagrupp (Non Generation Jazz Soloist Ensemble), vars medlemmar tillhörde den svenska jazzeliten och för vilken han själv komponerade och arrangerade allt material. Skivan Regni blev grammisnominerad år 1995 och Hommage à Maigret fick Orkesterjournalens juryröster i Gyllene Skivan-omröstningen år 1997.
Senare albuminspelningar gjordes bland annat i samarbete med sångerskan Agneta Baumann (Comes Love… och Sentimental Lady). Dessutom finns flera album med Good Morning Blues-gruppen baserad i Uppsala.
I övrigt finns Broberg på skiva med bland andra Börje Fredriksson, Gugge Hedrenius Big Blues Band (Blues of Sweden och Blues of Europe) Ove Lind, Arne Domnérus (Mobil), Sandviken Big Band, Ann-Kristin Hedmark, Alice Babs, Charlie Norman, Viktoria Tolstoy, Berndt Egerbladh, Claes Janson, John Högman, Georg Riedel (Riedaiglia), Tuomo Haapala, Jan Johansson (bland annat dedikationen ”Trumpeticon”), Lennart Åberg (”4:an” från albumet 7 pieces), Bengt Hallberg (Spelet om Job). 
Broberg avled efter en tids sjukdom 2023.

## Kompositioner
Kompositioner av Bosse Broberg inkluderar Regni, Hommage à Maigret, S:t George's Bridge, Hej Bej, Chrille, Red Departure, King Valiant, Aьfalt Blue, Double Steps, Froggie Woogie, Portrait of Uriah, Sir Gil Ahead, Monkey Serenade och Mister Trickster. Dessutom en svit i åtta fristående satser, karaktärsmålningar, för Nogenja-ensemblens saxofon- och rörblåssektion, med titeln ”A Snake Dream”, samt ett stort antal arrangemang och bearbetningar för samma orkester.

## Priser och utmärkelser
- 1994 – Gyllene skivan för West of the Moon (med Red Mitchell)
- 1995 – Jan Johansson-stipendiet
- 1997 – Jazzkatten, ”Årets jazzgrupp” (Nogenja)
- 2003 – Statlig inkomstgaranti för konstnärer[3]
- 2005 – Utmärkelsen Master of Jazz inom ramen för det internationella (läs europeiska) Django d'Or-priset
- 2006 – Bert Levins stiftelse för jazzmusik
- 2011 – Lars Gullin-priset för att han enligt juryns motivering har ett ”fantasifullt och dynamiskt solospel” och ”kan vara både kraftfullt dramatisk och lyriskt ömsint”.[4]
- 2013 – Medaljen för tonkonstens främjande av Kungliga Musikaliska Akademien för sin djupt engagerade och engagerande improvisationskonst. Hans spel kännetecknas av en intensitet, en dramatisk dynamik och en genuin närvarokänsla, manifesterat genom ett stort antal inspelningar. Han har under sin långa karriär verkat med en stor konstnärlig integritet som präglat såväl hans musicerande som hans uppdrag som chef för Sveriges Radios Jazzavdelning under 24 år.
- 2014 – Riksförbundet Svensk Jazz stora pris för livslång insats inom jazzen, "Life time achievement"  med motiveringen: "Bosse Broberg är en inflytelserik och mångsidig veteran i svenskt jazzliv – ödmjuk och anspråkslös men också passionerat engagerad och drivande i allt han gör. Han tilldelas priset för sin livslånga gärning som briljant trumpetare, inspirerande orkesterledare och betydelsefull radioproducent".
- 2015 – Ludvika kommuns kulturpris "för sin livslånga gärning inom jazzen och för sin skicklighet som trumpetare. Bosse är en jazzprofil av högsta internationella klass med rötterna i Ludvikabygden".
- 2015 – Stipendium från Laila och Charles Gavatins Stiftelse för Jazzmusik "för att han genom sitt makalöst själfulla trumpetspel och sina kompositioner berikar jazzen, samt för att han genom sin unika, varma personlighet sprider positiva vibrationer bland medmusikanter och publik".